# Priene

Prienes läge

Priene var i forntiden en jonisk stad i Mindre Asien, norr om nedre Menderes, ungefär mitt emellan Magnesia och Miletos.

## Historia
Staden erövrades av den lydiske konungen Ardys vid mitten av 600-talet f.Kr., blev en stödjepunkt för den lydiska makten i dessa trakter och blomstrade under ledning av Bias. Den erövrades av Kyros II 545 f.Kr., deltog i slaget vid Lade 494 f.Kr. med tolv fartyg och var således en småstad, som hölls nere av de mäktigare grannarna Samos, Miletos och Magnesia. Omkring 442 f.Kr. gav Aten den till Miletos. Var det gamla Priene låg är obekant, men troligen inte på samma ställe på södra sluttningen av Mykale där på Alexander den stores tid det nya Priene anlades omkring 330 f.Kr. som rival till Miletos. Havet räckte kanske inte alldeles fram till staden (som hade en hamn vid namn Naulochos), men gick i alla händelser flera kilometer längre upp än nu, då Menderes fyllt hela havsviken med sina avlagringar. Alexander själv invigde stadens huvudtempel åt Athena polias. Efter växlande öden under diadocherna och senare framlevde den under romerskt skydd en landsortsstads lugna liv, och de utgrävningar som har gjorts har blottat en grekisk-romersk provinsstad, ett hellenistiskt Pompeji. Att staden även under bysantinska tiden haft någon betydelse visar rester av flera kyrkor, en utvidgning av muren omkring Akropolis och ett litet kastell. Under Osmanska rikets välde sedan slutet av 1200-talet bar den namnet Samsun kalesi och ödelades.

## Utgrävningar
Vad som fanns ovan jord avtecknades av två engelska expeditioner 1765 och 1868-1869. När 1870 fynd gjordes av silvermynt följde en stark förstöring av ruinerna genom traktens befolkning. En systematisk utgrävning av de viktigaste stadsdelarna börjades av Karl Humann 1895 för Berlins museum samt fortsattes och fullbordades 1899 efter hans död av Theodor Wiegand. 

## Stadsplanering och arkitektur

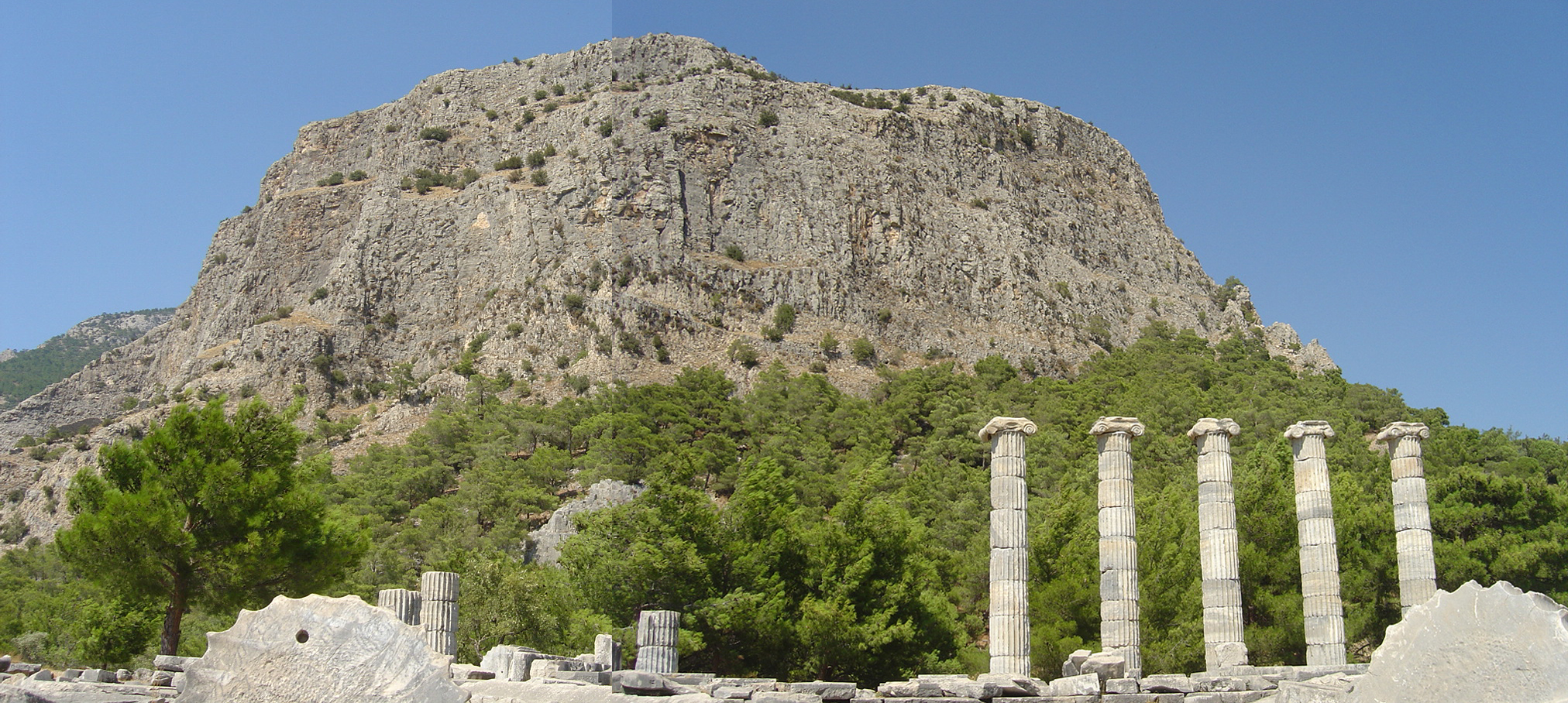
Priene. Athenatemplet med återuppställda kolonner. I bakgrunden Akropolisklippan.

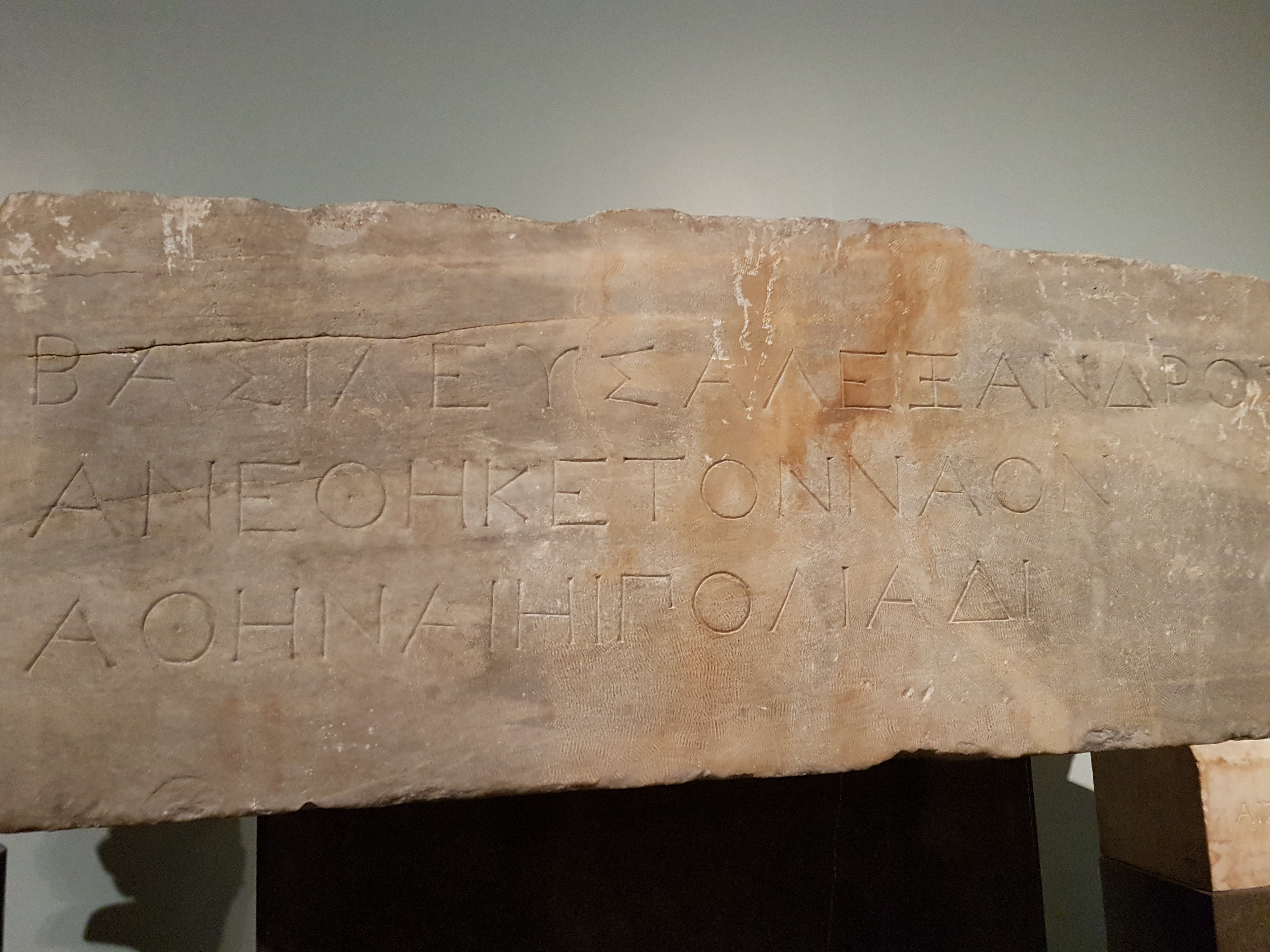
Inskription som hittades i Athenatemplet i Priene (se bild ovan), där Alexander den store tillägnade templet till Athena. Grekiska: ΒΑΣΙΛΕΥΣ ΑΛΕΞΑΝΔΡΟΣ ΑΝΕΘΗΚΕ ΤΟΝ ΝΑΟΝ ΑΘΗΝΑ Η ΠΟΛΙΑΔΙ (Kung Alexander tillägnade templet till Athena Polia). Inskriptionen finns idag på British Museum

Priene låg på södersluttningen av ett berg, där dess Akropolis höjde sig omkr. 200 meter över den lägre staden. En välbyggd, 2 meter tjock, av torn förstärkt mur går omkring hela stadssamhället utom på bergets brantaste ställen, där en trappa leder upp till Akropolis. Muren hade tre huvudportar, en i väst och två i öst. Staden hade sex huvudgator i öst och väst, 6–7 meter breda, och omkring 15 något smalare tvärgator, alla stensatta, och staden hade sålunda omkring 80 lika stora kvarter (insulse), vart och ett med fyra privathus. De offentliga byggnaderna hade större tomter. Kanaler för avledning och rör för tilledning av vatten samt brunnar i gatuhörnen fanns också. Hela anläggningen vittnar om ett väldigt arbete med terrassmurar, trappor och genomsprängning av berg. Ungefär i mitten av staden låg Athenatemplet, en jonisk peripteros av 6 gånger 11 pelare utan fris över arkitraven, byggd av Pythios, arkitekten till Mausoleet i Halikarnassos. Man har grävt ut Kybele-, Isis-, Demeter- och Asklepiostempel, liksom ett romerskt gymnasium, ett par bysantinska kyrkor, buleuterion (rådhus), prytaneion och en väl bibehållen teater. Omedelbart vid södra stadsmuren anlades på 100-talet f.Kr. på den nedersta terrassen ett stadion och ännu ett hellenistiskt gymnasium.